# Guillermo Díaz Gómez
Guillermo Díaz Gómez, né le 29 avril 1978, est un homme politique espagnol membre de Ciudadanos.
Il est élu député de la circonscription de Malaga lors des élections générales de juin 2016.

## Biographie

### Vie privée
Né à Melilla, il réside à Barbastro, Badajoz, Bilbao, Pampelune et dans le quartier d'Aguadulce à Roquetas de Mar du fait des obligations professionnelles de son père. Il est marié.

### Études et profession
Il réalise ses études à l'université de Malaga d'où il ressort titulaire d'une licence de droit. Il est avocat de formation mais a travaillé, du fait de sa passion pour l'histoire, comme gérant d'un lieu d'exposition cinématographique et collaboré avec différents médias, notamment la Cadena SER, sur des questions de banalisation scientifique et historique.

### Activités politiques
D'abord militant des Nouvelles Générations, l'organisation des jeunesses du Parti populaire, il adhère à Ciudadanos en 2013 après un repas avec son président Albert Rivera. Se réclamant être l'un des premiers militants du nouveau parti centriste dans la province de Malaga, il se rapproche de l'appareil du parti et notamment du secrétaire à l'Organisation Fran Hervías. Après la tenue des élections locales de mai 2015 et la constitution des députations provinciales le mois suivant, il devient assesseur technique des députés de Ciudadanos à la députation de Malaga.
En juillet 2015, il se présente aux primaires visant à désigner le candidat du parti dans la circonscription de Malaga à l'occasion des élections générales du mois de décembre suivant et obtient le soutien des dirigeants locaux et du porte-parole du parti à la mairie de Malaga, Juan Cassá. En ne recueillant que 115 voix, il échoue et est battu par Javier López (150 voix) et Irene Rivera (156 voix), qui est investie tête de liste. Il est néanmoins investi suppléant de la liste.
Avec la tenue d'un nouveau scrutin en juin 2016 et le départ du numéro deux José Calle, élu député six mois plus tôt, Guillermo Díaz est directement investi à sa place par Fran Hervías sans que ce choix n'ait été validé par les militants,. Ce « repêchage » n'est pas bien accueilli par les militants qui pointent du doigt le non-respect des choix démocratiques réalisés lors des primaires et le profil polémique du candidat. Élu membre du Congrès des députés malgré tout, il siège à la commission de la Défense et est porte-parole adjoint à la commission de la Culture. Il est à la fois porte-parole titulaire et deuxième secrétaire de la commission mixte du Contrôle parlementaire de RTVE et ses sociétés.

## Publications
- Hipatia de Alejandría[6] (2009)
- Las mentiras del cine bélico (2013)